# Zacharias Topelius den äldre
Zacharias Topelius (eller Zachris Topelius, tidigare Zacharias Toppelius eller Zachris Toppelius), född 13 november 1781 i Uleåborg, död 23 januari 1831 på sitt hemman Kuddnäs vid Nykarleby, var en finlandssvensk läkare och runosamlare. Han var son till målaren Michael Toppelius och far till diktaren Zacharias Topelius.

## Biografi
Topelius blev student vid Kungliga Akademien i Åbo 1797 och ägnade sig sedan 1799 vid Uppsala universitet åt medicinska studier, vilka senare fullföljdes vid Collegium medicum i Stockholm, Lunds universitet och Köpenhamns universitet, samt promoverades 1808 till kirurgie magister. Efter att ha tjänstgjort som läkare vid skärgårdsflottan under kriget 1808-09 avlade han 1811 licentiatexamen vid Uppsala universitet samt blev samma år stadsläkare i Nykarleby och 1812 därjämte provinsialläkare i Nykarleby. År 1813 promoverades han i Uppsala till medicine doktor.
Under det han 1803, på uppdrag av Finska hushållningssällskapet, verkade i norra Österbotten för vaccinationens utbredning bland allmogen, lärde han känna allmogens seder, språk och religiösa föreställningar, och därigenom lades grunden för senare studier på detta område. Framför allt ägnade han sig åt samlandet av folkdikter, "runor". Under resor i de österbottniska socknarna upptecknade han många folkdikter. Men ännu värdefullare skördar vanns av karelska bönder, i synnerhet från archangelska guvernementet, vilka som gårdfarihandlare kom till österbottniska kusten.
De var alltid gärna sedda hos honom, blott de kunde sjunga runor. De sålunda under årens lopp samlade sångerna utgav Topelius under titeln Suomen kansan vanhoja runoja ynnä myös nykyisempiä lauluja (Finska folkets gamla runor liksom nya sånger) i 5 häften (1822–31). Ett stort antal sånger om Väinämöinen, Ilmarinen och Lemminkäinen ingår jämte trollrunor och mytologiska kväden; tanken på en episk enhet i Kalevaladikterna tycks ha varit honom främmande.
Dessutom är moderna visor av ganska underordnat värde upptagna i samlingen. Topelius angav särskilt Vuokkiniemi i ryska Karelen som de gamla runornas egentliga hemort, och denna anvisning blev vägledande för Elias Lönnrot, som sedermera i de av Topelius som runofyndorter påpekade trakterna fann det huvudsakliga materialet till "Kalevala". Också erkänner Lönnrot i en uppsats (i "Finlands minnesvärda män", II) Topelius som sin föregångare och som vågbrytare på runosamlingens fält.